# Cướp biển đuôi ngắn

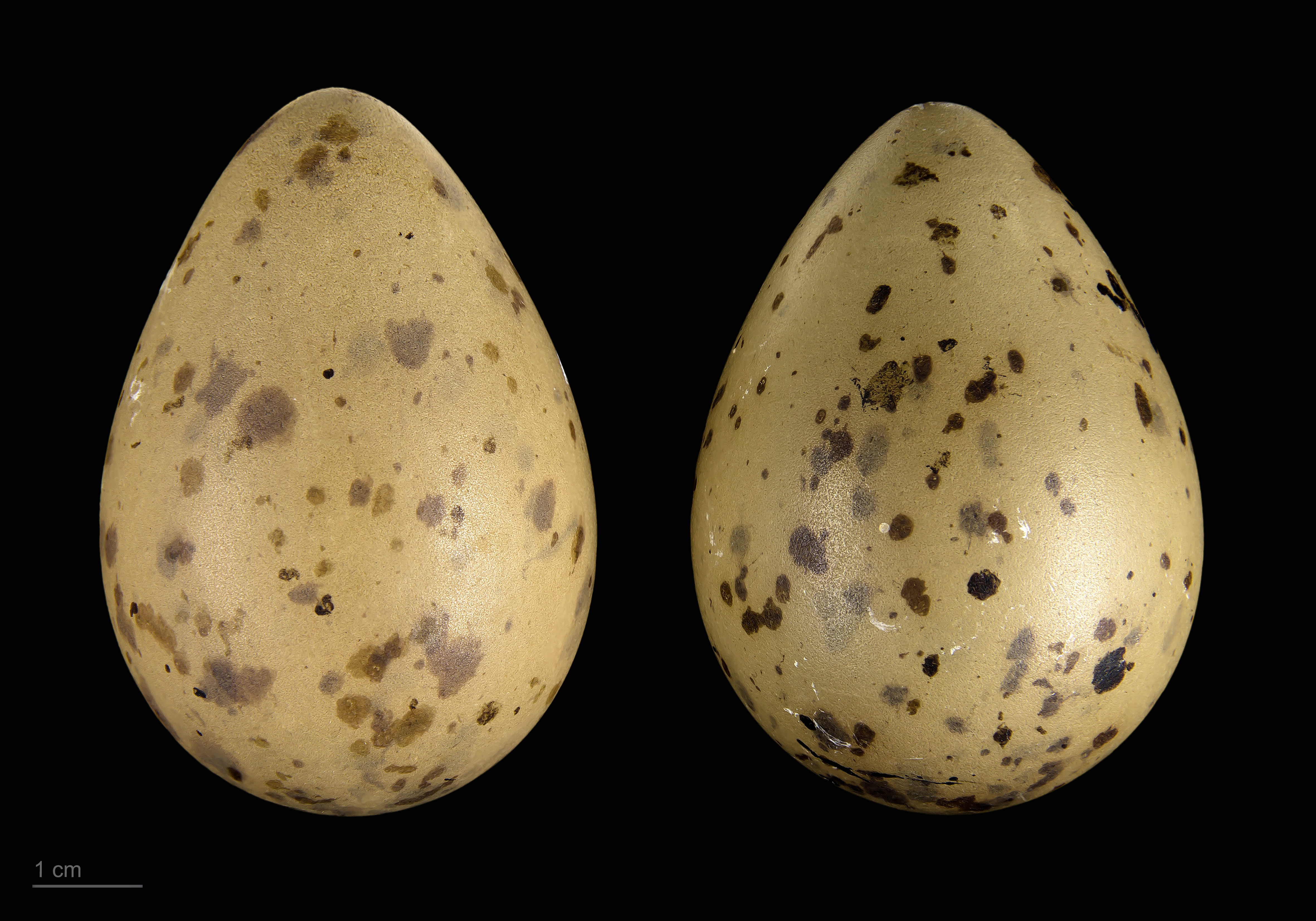
Stercorarius parasiticus

Stercorarius parasiticus là một loài chim trong họ Stercorariidae.